# Glaucestrilda
Glaucestrilda är ett fågelsläkte i familjen astrilder inom ordningen tättingar. Släktet omfattar tre arter som förekommer i Afrika söder om Sahara:
- Lavendelastrild (Glaucestrilda caerulescens)
- Svartstjärtad astrild (Glaucestrilda perreini)
- Mopaneastrild (Glaucestrilda thomensis)

Tidigare inkluderades de i Estrilda, men lyfts numera vanligen ut till ett eget släkte efter genetiska studier som visar att arterna står närmare vitkindad astrild (Delacourella capistrata, tidigare i Nesocharis).